# نووایا چمروفکا
نووایا چمروفکا (به لاتین: Novaya Chemrovka) یک منطقهٔ مسکونی در روسیه است که در سرزمین آلتای واقع شده‌است.